# Tanja Mayer
Tanja Mayer (ur. 2 lipca 1993 w Sommeri) – szwajcarska bobsleistka (dwójki), olimpijka, lekkoatletka – wieloboistka.
Jako juniorka trenowała siedmiobój lekkoatletyczny. 
Występuje w zawodach Pucharu Świata i Europy  w bobslejach.

## Osiągnięcia

### Lekkoatletyka
- Uczestniczka mistrzostw:
  - świata:
    - juniorów (2012 – 16. miejsce)
    - juniorów młodszych (2009 – 7. miejsce)[1]

  - Europy juniorów (2011 – 9. miejsce)

### Bobsleje
- Mistrzyni Europy (2014 z Fabienne Meyer)[2]
- Uczestniczka:
  - igrzysk olimpijskich (2014 – 8. miejsce z Fabienne Meyer)[3]
  - mistrzostw:
    - Europy (2014, 2015 – 8 .miejsce z Fabienne Meyer)
    - świata juniorów w dwójkach (2015 – 4. miejsce z Edith Burkard)[4]

## Lekkoatletyczne rekordy życiowe

### Stadion
- 100 metrów – 12,06 – Hochdorf (3.09.2011)
- 200 metrów – 24,30 – La Chaux-de-Fonds (3.07.2011)
- 800 metrów – 2:23,42 – Tampere (14.07.2013)
- 100 metrów przez płotki – 14,27 – Castellón (17.09.2011)
- skok wzwyż – 1,64 – Bressanone (10.07.2009)
- skok w dal – 5,90 – Mindelheim (10.07.2011)
- pchnięcie kulą – 13,13 – Frauenfeld (15.06.2013)
- rzut oszczepem – 43,41 – Langenthal (5.09.2010)
- siedmiobój – 5480 – Tallinn (22.07.2011)
- sztafeta 4 x 400 – 45,11 – La Chaux-de-Fonds (3.07.2011)

### Hala
- 60 metrów – 7,74 – Magglingen (25.02.2012)
- 200 metrów – 26,32 – St. Gallen (13.02.2010)
- 60 metrów przez płotki – 8,83 – Magglingen (25.02.2012)
- skok w dal – 5,66 – St. Gallen (12.02.2012)
- pchnięcie kulą – 12,48 – Magglingen (25.02.2012)